# Scleria buekiana
Scleria buekiana är en halvgräsart som beskrevs av Diederich Franz Leonhard von Schlechtendal. Scleria buekiana ingår i släktet Scleria och familjen halvgräs. Inga underarter finns listade i Catalogue of Life.